# Stożki Segera

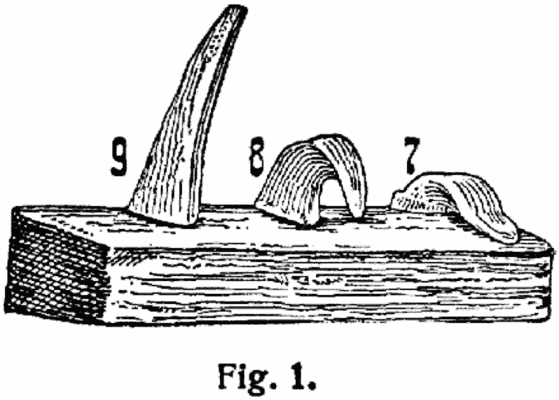

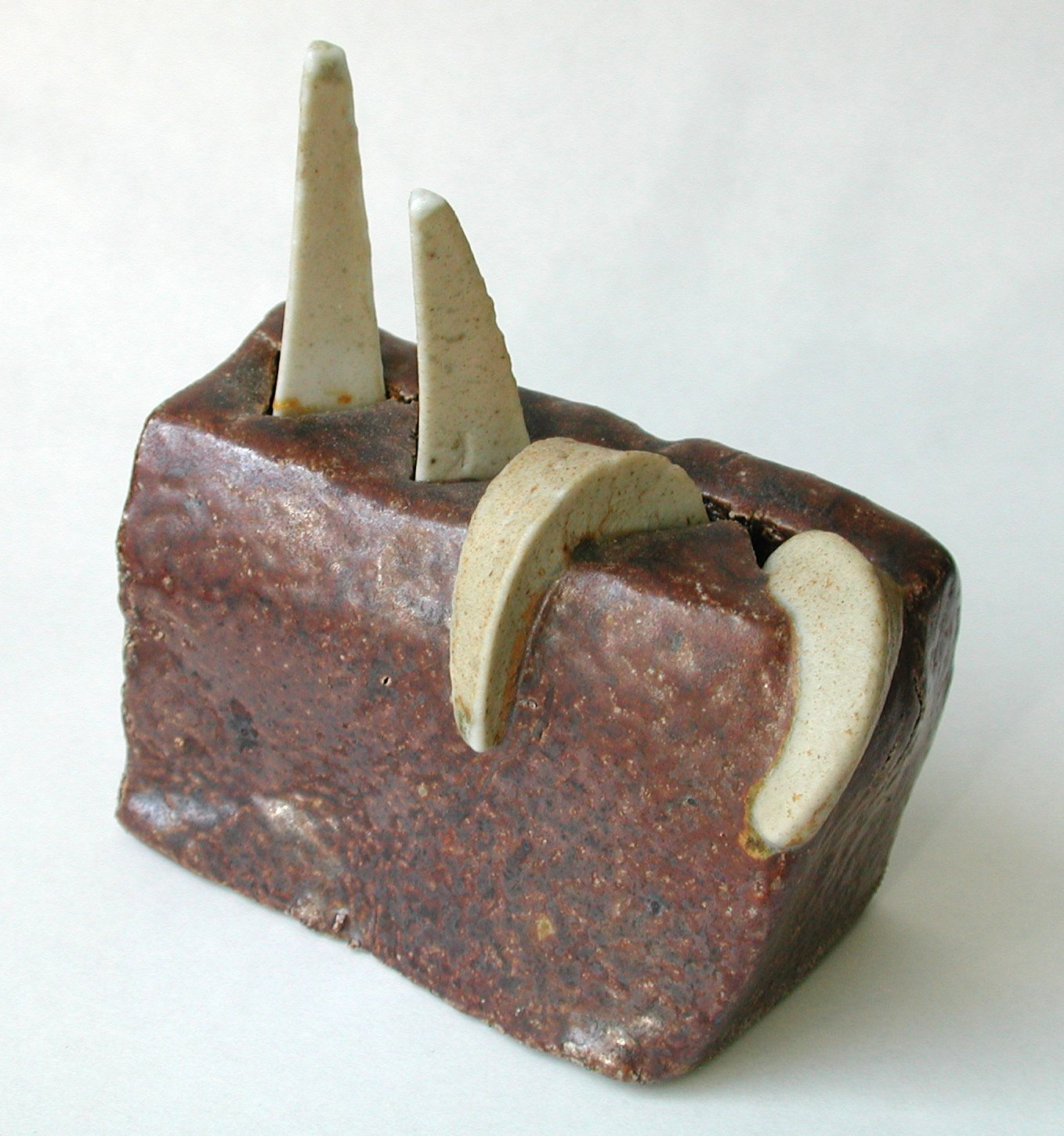
Stożki Segera po użyciu

Stożki Segera – stożki pirometryczne – najczęściej stosowane niegdyś wskaźniki temperatury w zakresie około 600 do 2000 °C. Są to trójścienne ostrosłupy ścięte o określonych wymiarach, z tak dobranego materiału, że przy ogrzaniu ich do określonej temperatury, zwanej temperaturą zgięcia stożka, zginają się dotykając wierzchołkiem podstawy.
Pomysłodawcą ich był niemiecki chemik Hermann August Seger (1839-1893) w 1884 (bądź w 1886).
Z czasem wyparte przez dokładniejsze od nich termopary.